# Iglesia Santa Gema
La Iglesia de Santa Gema Galgani es una iglesia parroquial católica romana ubicada en el barrio de Flor de Maroñas en Montevideo . 

## Historia
Creado en los años treinta por miembros de la congregación pasionista, en la intersección de la Avenida José Belloni y Roma. En el año 1950 culmina la construcción del actual templo, el cual el 15 de mayo de 1965 es elevado como parroquia y dedicado a santa Gema Galgani, quien fuera una miembro laica de la congregación pasionista y beatificada en 1933 por el papa Pío XI.
El templo también alberga conciertos de la Orquesta Sinfónica de Montevideo.